# マルクス・ユニウス・シラヌス
マルクス・ユニウス・シラヌス（ラテン語: Marcus Iunius Silanus、生没年不明）は、紀元前2世紀後期の共和政ローマの政務官。紀元前109年に執政官（コンスル）を務めた。

## 出自
シラヌスはプレブス（平民）であるユニウス氏族の出身である。プレブス系ユニウス氏族が歴史に登場するのは古く、紀元前325年にはデキムス・ユニウス・ブルトゥス・スカエウァが執政官となっている。紀元前1世紀の時点で、ユニウス氏族は共和政ローマ最初の執政官ルキウス・ユニウス・ブルトゥスの子孫であると称していた。コグノーメン（第三名。家族名）であるシラヌスが確認できるのは、紀元前212年のプラエトル（法務官）マルクス・ユニウス・シラヌスが最初である。また執政官となったのは、本記事のマルクスが最初である。
カピトリヌスのファスティによれば、シラヌスの父も祖父もプラエノーメン（第一名、個人名）はデキムスである。父はマンリアヌスのアグノーメン（添名）を持っていることから、紀元前165年の執政官ティトゥス・マンリウス・トルクァトゥスの実子で、シラヌス家に養子に入ったと思われる。父は紀元前141年の法務官でマケドニア属州総督となったが、賄賂を受け取ったとして告訴され、実父トルクァトゥスに家族内裁判で追放を言い渡されたが、その直後に自殺した。祖父はカルタゴ滅亡後にマゴの農業書28巻を翻訳した学者で、紀元前212年の法務官の孫にあたる。
シラヌス家の系譜についてはほとんど知られていない。ドイツの歴史学者フリードリッヒ・ミュンツァーは、子孫の名前から推定してシラヌスには少なくとも2人の兄弟、デキムスとルキウスがいたことを示唆している。

## 経歴
現存する資料にシラヌスが登場するのは、紀元前109年に執政官に就任したときで、それ以前の経歴は不明である。ただし、マルクス・シラヌスと刻印されたコインがあり、紀元前154年から紀元前114年の間に鋳造されたと推定する研究者もいる。その場合、このコインを鋳造した造幣官は本記事のシラヌスである可能性がある。一方で、鋳造時期を紀元前114年から紀元前104年と推定する研究者もあり、この場合造幣官はシラヌスの息子であろう。紀元前123年または紀元前122年に制定されたアキリウス法（属州での権力乱用を禁止する法律）に、同様の内容のユニウス法のことが触れられている。このユニウス法は、デキムスの息子マルクス・ユニウス・シラヌスが護民官として成立させたものである。当然ではあるが、この法律はユニウス法より古く、また同様の法律が最初に制定された紀元前149年よりも後のことである。この護民官シラヌスは本記事のシラヌスである可能性が高い。
執政官就任年とウィッリウス法の規定から逆算して、シラヌスは遅くても紀元前112年には法務官を務めたはずである。紀元前108年-紀元前106年の執政官のうち一人は、イベリア半島の属州総督の経験者であることから、古代の歴史家はシラヌスが法務官または前法務官としてヒスパニア・キテリオルまたはヒスパニア・ウルテリオルの属州総督を務め、現地の部族との戦争を指揮したと考えている。おそらくは、ガイウス・マリウスの後任を務めたのであろう。
紀元前109年の同僚執政官は、同じくプレブスのクィントゥス・カエキリウス・メテッルス（後のヌミディクス）であった。メテッルスはユグルタ戦争を担当し、シラヌスはガリア・トランサルピナに派遣され、ゲルマン人のキンブリ族に備えることとなった。キンブリ族は定住を求めたが、シラヌスがこれを拒否したため、戦闘となった。詳細は不明であるが、シラヌスは敗北した。フロルスはローマ兵は敗走し、野営地も占領されたと書いている。リウィウスの『ローマ建国史』 とパテルクルスの『ローマ世界の歴史』も、シラヌスの敗北を記している。ただ、エウトロピウスのみがシラヌスが勝利したとしているが、これは明らかに間違いである。
紀元前104年、護民官グナエウス・ドミティウス・アヘノバルブスはシラヌスを告訴した。しかし、シラヌスは圧倒的多数で無罪となった。その後のシラヌスに関する記録はない。

## 子孫
シラヌスには少なくとも一人息子があり、このデキムス・ユニウス・シラヌスは紀元前62年に執政官となった。デキムスはセルウィリア・カエピオニスの2番めの夫となるが、セルウィリアと最初の夫の間の子がカエサル暗殺犯の一人マルクス・ユニウス・ブルトゥスである。おそらく、もうひとりマルクスという名の息子がいたと思われ、こちらは紀元前2世紀末に造幣官を務めた。

## 参考資料

### 古代の資料
- ルキウス・アンニウス・フロルス『700年全戦役略記』
- ウァレリウス・マクシムス『有名言行録』
- ウェッレイウス・パテルクルス『ローマ世界の歴史』
- エウトロピウス『首都創建以来の略史』
- カピトリヌスのファスティ
- ティトゥス・リウィウス『ローマ建国史』
- プルタルコス『対比列伝』
- マルクス・トゥッリウス・キケロ『カエキリウス訴追者決定弁論』
- マルクス・トゥッリウス・キケロ『ウェッレース弾劾演説』

### 研究書
- Broughton R. Magistrates of the Roman Republic. - New York, 1951. - Vol. I. - P. 600.
- Münzer F. Iunius 154ff // Paulys Realencyclopädie der classischen Altertumswissenschaft . - 1918. - Bd. X, 1. - Kol. 1085.
- Münzer F. Iunius 160 // Paulys Realencyclopädie der classischen Altertumswissenschaft . - 1918. - Bd. X, 1. - Kol. 1088-1089.
- Münzer F. Iunius 161 // Paulys Realencyclopädie der classischen Altertumswissenschaft . - 1918. - Bd. X, 1. - Kol. 1089.
- Münzer F. Iunius 169 // Paulys Realencyclopädie der classischen Altertumswissenschaft . - 1918. - Bd. X, 1. - Kol. 1093-1095.